# Jan Wiersma
Jan Hendrik Wiersma (9 juli 1934 – Zwolle, 5 oktober 1982) is een Nederlands voormalig sportbestuurder. Van 1979 tot 1982 was hij voorzitter van voetbalclub PEC Zwolle.

## PEC Zwolle
In 1979 werd Wiersma de tijdelijke voorzitter van PEC Zwolle. Hij werd aangesteld nadat de vorige voorzitter Jan Willem van der Wal, moest aftreden na een dreigend faillissement van de voetbalclub. Na drie jaar is de schuldenlast nog niet geheel afgenomen. In 1982 neemt Marten Eibrink de schuldenlast en de club over en wendde zo een faillissement af. Enkele maanden na zijn aftreden overleed hij. Voordien was Wiersma al commissaris bij de club. Eind 1981 werd hij benoemd in het bestuur van de Federatie Betaaldvoetbal Organisaties (FBO).